# Васил Гавазов
Васил Атанасов Гавазов е български офицер, капитан, революционер и просветен деец от Македония, деец на Вътрешната македоно-одринска революционна организация и Вътрешната македонска революционна организация.

## Биография
Гавазов е роден на 15 юни 1888 година в град Скопие, тогава в Османската империя. Първоначалното си образование получава в родния си град. През 1908 година завършва Скопското българско педагогическо училище. Работи като учител две години. Като такъв в скопското село Дивле е заловен от властите и е затворен по подозрение в революционна дейност. Успява да избяга от затвора и се присъединява към четата на войводата Илия Гегов.
Постъпва във военното училище в София, което завършва през 1915 година. Постъпва в Българската армия и е част от Пети пехотен македонски полк. По време на Първата световна война на 17 септември 1916 година води двадесетина войници в тила на италианските войски при село Горни Порой и пленява 6 офицери, 252 нисши чинове и 2 картечници. Италианските части в паника се оттеглят и от съседните села Долни Порой и Мътница. Заради това събитие е запомнен като героя от „Пороите под Беласица“. Петър Дървингов го нарича „любимец на всички офицери и войници от полка“. След войната се заселва със семейството си в Петрич.
Убит е през 1922 година в Горна Джумая по заповед на петричкия окръжен войвода Алеко Василев, тъй като „имал готовност да сподели с Т. Александров за нередностите в Петричко“.
Носител е на ордени „За храброст“ – III и IV степен. Награден е и с германския орден „Железен кръст“.